# Sarajevo (nádraží)

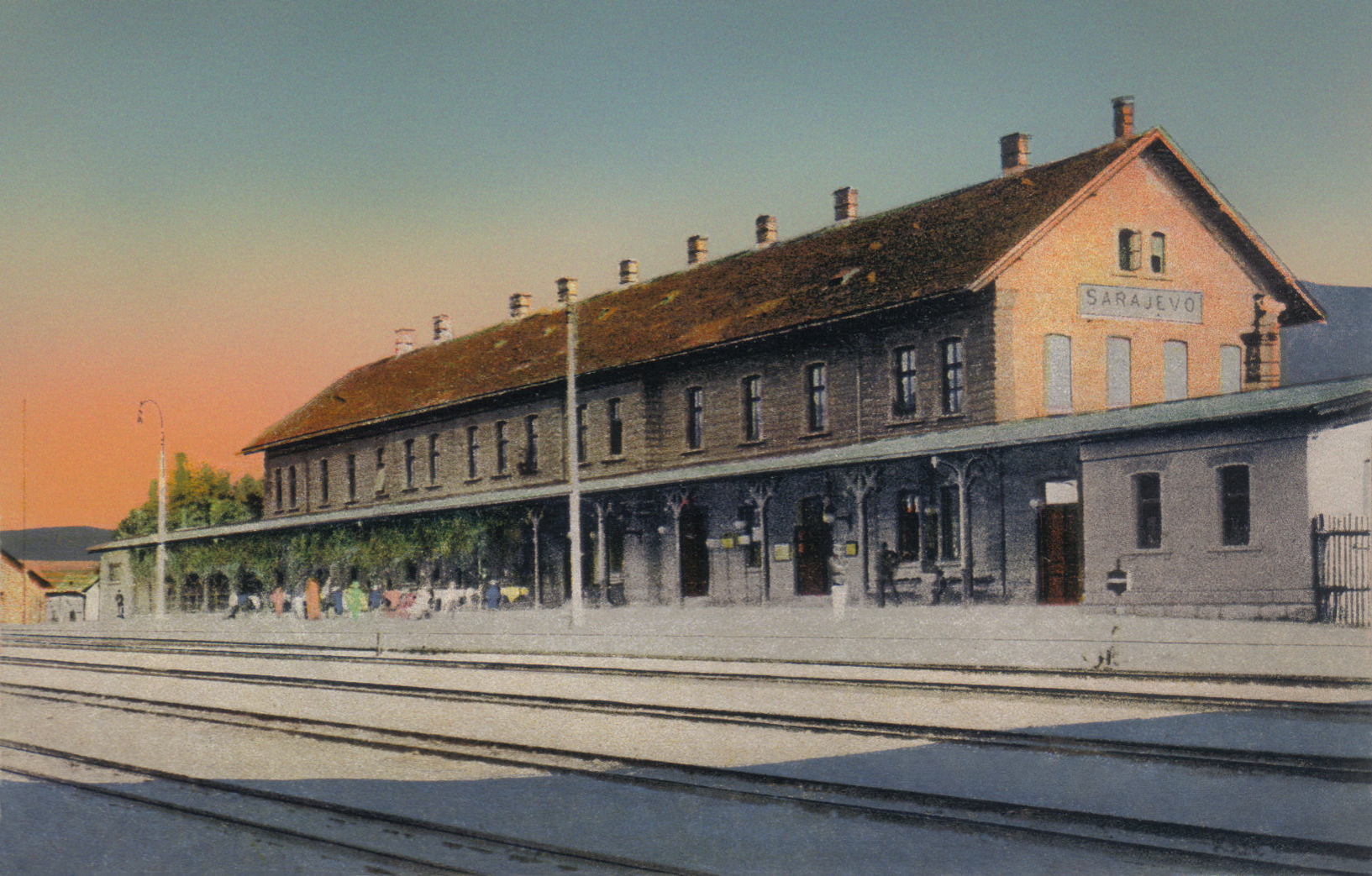
Původní budova nádraží z roku 1882

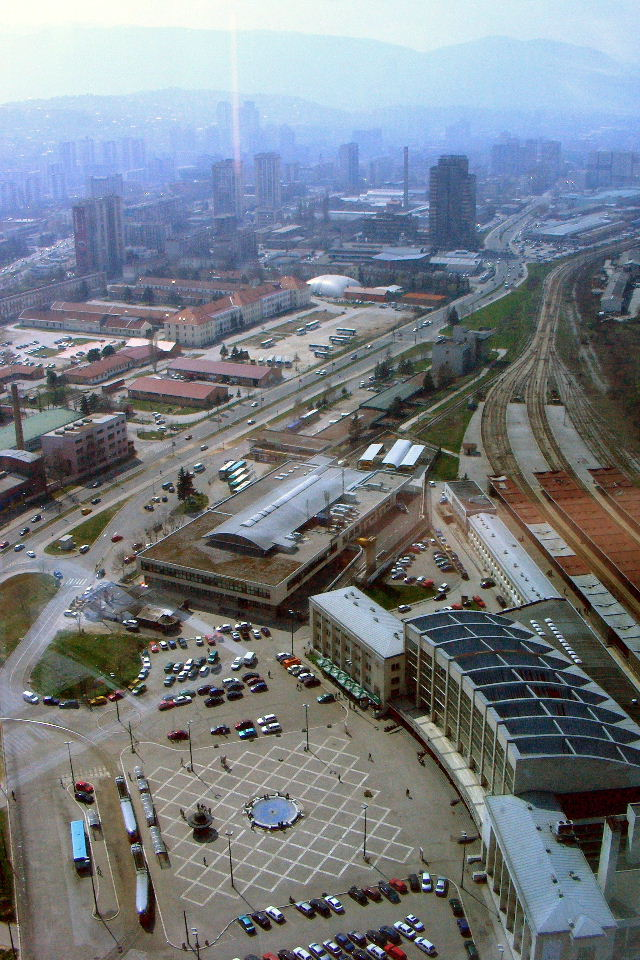
Letecký pohled

Hlavní město Bosny a Hercegoviny Sarajevo má své jediné a hlavní nádraží umístěné v severozápadní části města. Nachází se cca 3 km od jejího centra. Jedná se o průjezdnou stanici, ze které je příjezd jak od západu, tak od severu. Nádraží se nachází v blízkosti lokality Marijin dvor. 
Nádraží má tři nástupiště a pět kolejí.

## Historie
Nádraží bylo vybudováno v roce 1882. Sloužilo pro úzkorozchodnou dráhu. V její blízkosti se dále západním směrem od města nacházely i hlavní železniční dílny pro celou Bosnu, kde bylo zaměstnáno tisíc lidí.
V září 1941 odsud byly vypravovány transporty sarajevských Židů, které se rozhodla ustašovská správa města vysídlit. Židé odcestovali vagony určenými pro svoz dobytka do přestupního táboru v Travniku.
Původní staniční budova byla po druhé světové válce stržena a nahrazena novým funkcionalistickým objektem, který navrhli českoslovenští architekti pod vedením Bedřicha Hacara. Na stavbu dohlíželi také odborníci z Německa. Ve své době se jednalo o jeden z mála objektů ve městě, který nebyl nikterak ovlivněn socialistickým realismem. Vzhledem k politickým otřesům v československo-jugoslávských vztazích však nemohli svojí práci dokončit. Nakonec tak novou odbavovací halu nádraží dokončil chorvatský architekt Bogdan Stojkov. Důvodů pro výstavbu nového nádraží bylo několik; trať do Sarajeva se přebudovávala na normální rozchod 1435 mm, očekávalo se, že nové vlaky budou delší než ty původní a na staré nádraží by se již nevešly. Slavnostní dokončení budovy nádraží se uskutečnilo v roce 1949. Monumentální odbavovací hala nicméně byla součástí projektu, který počítal s větším využitím nádraží a větším počtem kolejí a nástupišť, než byl nakonec postaven. Po dlouhou dobu představovalo sarajevské nádraží nejmonumentálnější stavbu ve městě.
V roce 1971 dosloužila původní historická budova nádraží z roku 1882, která byla opuštěna a nakonec stržena.

## Popis
Budova má půdorys půlkruhu a je zastřešena konstrukcí z hyperbolických paraboloidů. Před ní se nachází rozsáhlé volné prostranství a tramvajová konečná. Náměstí před nádražím nese název po obětech masakru ve Srebrenici (Trg žrtava genocida u Srebrenici).